# Tadeusz Mądrzycki
Tadeusz Mądrzycki (ur. 1931, zm. 2002) – polski psycholog, autor prac z zakresu psychologii społecznej, wieloletni pracownik Uniwersytetu Gdańskiego, profesor.
Najważniejsze publikacje to:
- Psychologiczne prawidłowości kształtowania się postaw
- Wpływ postaw na rozumowanie
- Deformacje w spostrzeganiu ludzi
- Osobowość jako system tworzący i realizujący plany